# Međunarodna komisija za nestale osobe
Međunarodna komisija za nestale osobe (eng.: International Commission on Missing Persons: ICMP) je međuvladina organizacija koja se bavi pitanjem osoba nestalih zbog oružanih sukoba, kršenja ljudskih prava i prirodne katastrofe. Pomaže vladama u ekshumacijama masovnih grobnica i DNK identifikaciji nestalih osoba, pruža podršku udrugama obitelji nestalih osoba i pomaže u stvaranju strategije i institucija za traženje nestalih osoba.  Sjedište ICMP-a je u Hagu. 

## Povijest
ICMP je osnovan po nalogu predsjednika SAD, Billa Clintona,  1996. na samitu G7,  u Lyonu, da se suoči s pitanjem osoba nestalih kao rezultat različitih sukoba relevantnih za Bosnu i Hercegovinu, Hrvatsku, a onda i Saveznu Republiku Jugoslaviju.  Od 1991. do 1995. godine ICMP-om je prvi put predsjedavao bivši američki državni tajnik Cyrus Vance, koga je na dužnosti predsjednika naslijedio američki senator Bob Dole. Sadašnji predsjedavajući je Thomas Miller. ICMP radi u širokom rasponu operativnih područja, koja uključuju bivše zone sukoba na zapadnom Balkanu i Bliskom istoku, kao i područja pogođena prirodnim katastrofama, kao što su cunamiijem pogođene regije u Južnoj Aziji i američkoj saveznoj državi Louisiana nakon uragana Katrina. Godine U 2001., na zahtjev vlasti New York Cityja a povodom napada 11. rujna na World Trade Center, ICMP je poslao svoja dva forenzička znanstvenika u cilju pomoći istraživanja oko nestalih.
ICMP-ov Podrinje identifikacijski projekt (PIP) je formiran da se bavi identifikacijom prvenstveno žrtava 1995. godine i genocida u Srebrenici. PIP uključuje postrojenja za skladištenje, obradu i rukovanje ekshumiranih posmrtnih ostataka. Veći dio ostataka su samo fragmenti ili pomiješanih tijela fragmenata, jer su pribavljeni iz sekundarnih masovnih grobnica. 
ICMP trenutno ima tri forenzička objekte, od kojih su dva fokusirana na ljudske ostatke u vezi s genocidom u Srebrenici. To su Identifikacijski projekt Podrinje (PIP) i Reasocijacijski centar Lukavac (LKRC). Identifikacijski projekt Krajina (KIP) je primarni objekt za ostatke koji se odnose na područje Sanskog Mosta i Prijedora. ICMP ima urede u Sarajevu (BiH), Tuzli (BiH), Banjoj Luci (BiH), Bagdadu i Arbilu (Irak) i Prištini (Kosovo).
Do kraja kolovoza 2011. godine, napori ICMP-a su rezultirali DNK-pomognutom identifikaciji 16.289 osoba iz bivše Jugoslavije. 
U lipnju 2008. godine, na Filipinima se dogodio tajfun Frank koji je izazvao više od 1.000 smrtnih slučajeva. U nastojanju da pomogne Filipinima u identifikaciji osoba koji su poginule kao posljedica ove tragedije, Interpol je pozvao ICMP da rade zajedno s njima u pružanju pomoći, čime se pozivajući su,  po prvi put realizirali sporazum potpisan između ICMP i Interpola u studenom 2007. godine i zajedno odgovorili na situacije katastrofe.

## Pravni osnov
Dana 15. prosinca 2014. godine potpisan je Sporazum o statusu i funkciji Međunarodne komisije za nestale osobe, pružajući Komisiji formalnost međunarodnog subjekta. Taj sporazum je potpisan u Bruxellesu, uz učešće pet zemalja, a ostat će otvoren za potpisivanje, u Hagu, do 16. prosinca 2015. Stupio je na snagu 14. svibnja 2015., nakon ratifikacije Švedske i Velike Britanije.
Ugovorom se uspostavlja Hag kao sjedište ICMP-a i uspostavlja Konferencija država potpisnica (koju predstavljaju sve države članice ugovora) i  Financijski odbor (koji predstavljaju sve države koje doprinose), te  "Odbor povjerenika" (izabran "iz reda istaknutih osoba ") i Generalni direktor ICMP-a. 

## Mandat
ICMP radi da osigura suradnju vlada i drugih organa vlasti u lociranju i identificiranju osoba nestalih zbog oružanih sukoba, drugih oblika neprijateljstva ili kršenja ljudskih prava i prirodnih katastrofa. Također, podržava rad drugih organizacija u njihovim naporima, potiče uključivanje javnosti u svoje aktivnosti i doprinosi razvoju odavanju počasti nestalim osobama. Osim toga, ICMP pomaže vladama u ispunjavanju njihovih obaveza u oblasti ljudskih prava prema žrtvama i preživjelim članovima njihovih obitelji, kao i izgradnju institucionalnih kapaciteta koji promoviraju dugoročno povjerenje javnosti. 

## Vanjske poveznice
- Međunarodna komisija za nestale osobe (ICMP)  Arhivirana inačica izvorne stranice od 1. kolovoza 2015. (Wayback Machine)